# Anuixirvan Barles
Anuixirvan Barles fou un amir de la tribu turcomongola dels Barles, que va servir principalment a Xah Rukh.
L'estiu del 1405 fou encarregat per Xah Rukh de l'execució de Sultan Husayn L'amir Sulayman Xah va reclamar la seva execució coma responsable de la mort de Sultan Husayn, però Xah Rukh ho va desestimar.
El 1407 havia passat al servei d'Abu Bakr i va estar implicat en el cop d'estat que pretenia portar al poder a Miran Xah; Anuixirvan va haver de fugir abans de ser detingut; va abandonar l'Iraq Ajamita juntament amb Khoja Berdi també implicat. i va passar al servei de Pir Muhammad. Quan el jalayírida Ahmad ibn Uways va atacar el Khuzestan el 1409, Pir Muhammad el va enviar junt amb l'amir Tulejk, a reforçar a l'amir Isen a Ram-Hurmuz. Ahmad es va apoderar sense lluita de tot el Khuzestan i es va dirigir a Ram-Hurmuz. A la nit els defensors van veure els milers de torxes, es van espantar i van evacuar Ramhurmuz. La ciutat fou ocupada, la fortalesa destruïda.
Va tornar aleshores al servei de Xah Rukh i el 1410 va servir a Transoxiana. El 1414 va participar en la campanya d'Esfahan i el 1415 era a Fars i fou enviat amb l'amir Yadgharxah Arlat i l'ala dreta de l'exèrcit a Kalahi Sefid (Castell Blanc) i al Xulistan. Quan Bahlul Barles es va revoltar contra Qaydu ibn Pir Muhammad, Xah Rukh va enviar a l'amir Anuixirwan i alguns membres del clan Kutxin o Kujin, amb 10.000 cavallers; molts dels conjurats en veure que arribava un exèrcit imperial van abandonar la conspiració. Qaydu, que disposava de poques tropes, es va veure al front d'un gran exèrcit amb el qual va marxar contra els rebels que es van dispersar i la majoria va fugir.